# 아인슈타이늄
아인슈타이늄(문화어: 아인슈타이니움←영어: Einsteinium 아인스타이니엄[*], 독일어: Einsteinium 아인슈타이니움[*]), 아인시타이늄은 화학 원소로 기호는 Es(←라틴어: Einsteinium 에인스테이니움[*]), 원자 번호는 99이다.
금속의 높은 방사성 초우라늄 원소인 아인슈타이늄은 플루토늄에 중성자 충격을 주어서 만들어지며 수소폭탄 테스트의 잔해물에서 발견되었다.
이것은 물리학자 알베르트 아인슈타인의 이름을 따라 지어졌고 특별한 사용에 대해서는 알려지지 않았다.
동위원소 아인슈타이늄-253을 가지고 연구한 결과 이것은 화학적 성질의 전형적인 무거운 3가이며, 악티늄계열의 원소이다.
아인슈타이늄은 99개의 양성자와, 99개의 전자, 153개의 중성자를 가지고 있다. 그 외에 현재까지 모습을 볼 수 있는 원소 중 원자 번호가 가장 큰 원소다.